# عبد الرحمن الحناقطة
عبد الرحمن إبراهيم الحناقطة ( 1963- 15 فبراير 2016) سياسي أردني من مواليد الطفيلة. كان عضوًا في مجلس النواب الأردني الخامس عشر (2007 - 2010) والسادس عشر (2010-2013). وكان عضو عن المقعد المسلم عن الدائرة الأولى في محافظة الطفيلة.
في عام 2012 أصبح مقررًا على لجنة التحقيق البرلمانية في الفساد المزعوم في خطة التحول الاجتماعي - الاقتصادي.

## وفاته
توفي فجر الإثنين 15 فبراير 2016 ودفن في الطفيلة.